# Cordulecerus elegans
Cordulecerus elegans is een insect uit de familie van de vlinderhaften (Ascalaphidae), die tot de orde netvleugeligen (Neuroptera) behoort. 
Cordulecerus elegans is voor het eerst wetenschappelijk beschreven door Van der Weele in 1909.